# Tournoi Pontins de snooker pro-am (automne)
Le tournoi Pontins de snooker pro-am (automne) est un tournoi ouvert aux joueurs professionnels et amateurs et de catégorie non classée (en anglais non ranking), c'est-à-dire ne comptant pas pour le classement mondial.
Organisé à Prestatyn, au Pays de Galles, il s'est tenu pour la première fois en 1976 et a été renouvelé chaque année jusqu'en 2010. Matthew Couch est le plus titré. Il s'est imposé à deux reprises.

## Palmarès
| Année                                       | Vainqueur                                   | Finaliste                                   | Score                                       | Saison                                      |
| Tournoi Pontins de snooker pro-am (automne) | Tournoi Pontins de snooker pro-am (automne) | Tournoi Pontins de snooker pro-am (automne) | Tournoi Pontins de snooker pro-am (automne) | Tournoi Pontins de snooker pro-am (automne) |
| ------------------------------------------- | ------------------------------------------- | ------------------------------------------- | ------------------------------------------- | ------------------------------------------- |
| 1976                                        | Cliff Wilson                                | Paul Medati                                 | 7–4                                         | 1976-1977                                   |
| 1977                                        | Billy Kelly                                 | George Scott                                | 7–5                                         | 1977-1978                                   |
| 1978                                        | Jimmy White                                 | Sid Hood                                    | 7-6                                         | 1978-1979                                   |
| 1979                                        | Tony Knowles                                | Dave Martin                                 | 7-0                                         | 1979-1980                                   |
| 1980                                        | Paul Medati                                 | Vic Harris                                  | 7-4                                         | 1980-1981                                   |
| 1981                                        | Bill Oliver                                 | Ian Williamson                              | 7–5                                         | 1981-1982                                   |
| 1982                                        | Steve Duggan                                | Kevin Lowndes                               | 7-3                                         | 1982-1983                                   |
| 1983                                        | Roger Bales                                 | Gary Filtness                               | 7-0                                         | 1983-1984                                   |
| 1984                                        | Barry West                                  | Gary Hancock                                | 7-3                                         | 1984-1985                                   |
| 1985                                        | Gary Bray                                   | Mark Johnston-Allen                         | 7–5                                         | 1985-1986                                   |
| 1986                                        | Tony Wilson                                 | Craig Edwards                               | 5-4                                         | 1986-1987                                   |
| 1987                                        | Nick Terry                                  | Mark Johnston-Allen                         | 5-4                                         | 1987-1988                                   |
| 1988                                        | Jason Ferguson                              | Jonathan Birch                              | 5-2                                         | 1988-1989                                   |
| 1989                                        | Jonathan Birch                              | Drew Henry                                  | 5-4                                         | 1989-1990                                   |
| 1990                                        | Anthony Hamilton                            | Joe Swail                                   | 5-1                                         | 1990-1991                                   |
| 1991                                        | Drew Henry                                  | John Read                                   | 5-2                                         | 1991-1992                                   |
| 1992                                        | Nick Walker                                 | Anthony Harris                              | 5-3                                         | 1992-1993                                   |
| 1993                                        | Peter Lines                                 | Andrew Hannah                               | 5-1                                         | 1993-1994                                   |
| 1994                                        | John Read                                   | Craig Edwards                               | 5-2                                         | 1994-1995                                   |
| 1995                                        | Graeme Dott                                 | Stephen Lee                                 | 5-1                                         | 1995-1996                                   |
| 1996                                        | Matthew Couch                               | Gary Ponting                                | 5-4                                         | 1996-1997                                   |
| 1997                                        | James McGouran                              | Matthew Couch                               | 5-3                                         | 1997-1998                                   |
| 1998                                        | Matthew Couch (2)                           | Brian Salmon                                | 5-1                                         | 1998-1999                                   |
| 1999                                        | Craig Butler                                | Matthew Farrant                             | 5-4                                         | 1999-2000                                   |
| 2000                                        | Kuldesh Johal                               | Colin Morton                                | 5-3                                         | 2000-2001                                   |
| 2001                                        | Sean O'Neill                                | Rodney Goggins                              | 5-1                                         | 2001-2002                                   |
| 2002                                        | Tim English                                 | Brendan O'Donoghue                          | 5-4                                         | 2002-2003                                   |
| 2003                                        | Mark King                                   | Craig Butler                                | 5-4                                         | 2003-2004                                   |
| 2004                                        | Stuart Bingham                              | Mark Davis                                  | 4-2                                         | 2004-2005                                   |
| 2005                                        | Joe Swail                                   | Dave Harold                                 | 5–3                                         | 2005-2006                                   |
| 2006                                        | Ryan Day                                    | Jamie Cope                                  | 5–2                                         | 2006-2007                                   |
| 2007                                        | Jamie Cope                                  | Lee Page                                    | 5-0                                         | 2007-2008                                   |
| 2008                                        | Craig Steadman                              | Leo Fernandez                               | 5-0                                         | 2008-2009                                   |
| 2009                                        | Michael Georgiou                            | David Donovan                               | 5–2                                         | 2009-2010                                   |
| 2010                                        | Rob James                                   | Michael Holt                                | 5-4                                         | 2010-2011                                   |

## Bilan par pays
| Pays            | Joueurs | Total | Premier titre | Dernier titre |
| --------------- | ------- | ----- | ------------- | ------------- |
| Angleterre      | 23      | 24    | 1978          | 2010          |
| Pays de Galles  | 3       | 3     | 1976          | 2006          |
| Écosse          | 3       | 3     | 1991          | 1997          |
| Irlande du Nord | 2       | 2     | 2001          | 2005          |
| Irlande         | 1       | 1     | 1977          | 1977          |
| Île de Man      | 1       | 1     | 1986          | 1986          |
| Chypre          | 1       | 1     | 2009          | 2009          |